# Eric L. Keith
Eric L. Keith (1975) es un taxónomo y botánico estadounidense, habiendo desarrollado actividades académicas en el "Raven Environnientot Services Inc, de Texas.
- La abreviatura «E.L.Keith» se emplea para indicar a Eric L. Keith como autoridad en la descripción y clasificación científica de los vegetales.[3]